# Прицкерова награда
Прицкерова награда за архитектуру (енгл. Pritzker Architecture Prize) се годишње додељује живим архитектама од стране Хајат фондације, коју води породица Прицкер. Награда се додељује архитекти, чије дело, исказује комбинацију талента, визије и посвећености. Сматра се највреднијом светском наградом за архитектуру. Додела ове награде је почела 1979. године. Утемељио ју је Џеј А. Прицкер и његова жена Синди, Породица Прицкер. Често се назива и „Нобелова награда за архитектуру“. Добитници добијају новчану награду од $100.000, сертификат, а од 1987. и бронзану медаљу. На задњој страни медаље исписане су три речи на латинском - firmitas, utilitas, venustas, (срп. чврстина, корисност, задовољство), инспирисано римским архитектом Витрувијем. Пре 1987. добитници су уз новчану награду добијали ограничену верзију скулптуре Хенрија Мура.
Извршни директор награде, 2009, је Марта Торн, прави листу кандидата. Такође, било који лиценцирани архитекта може се самостално пријавити за награду до 1. новембра сваке године. После тога, жири који се састоји од пет до девет „препознатих професионалаца у пољима архитектуре, пословања, образовања, издаваштва, и културе“, проглашава победника у пролеће следеће године.

## Добитници
- Први добитник Филип Џонсон
- Добитник 1983, Јо Минг Пеј
- Добитник награде 1984, Ричард Мајер
- Оскар Нимајер, добитник награде 1988.
- Добитник награде 1999. године, сер Норман Фостер, држи говор поводом доделе
- Рем Колхас добитник награде 2000.
- Ивон Фарел, добитница награде 2020.
- Шели Макнамара, добитница  награде 2020.

| Година | Добитник                | Националност         | Један од пројеката (година изградње) | Један од пројеката (година изградње)                    | Место церемоније(доделе)                              | Реф.   |
| ------ | ----------------------- | -------------------- | ------------------------------------ | ------------------------------------------------------- | ----------------------------------------------------- | ------ |
| 1979   | Филип Џонсон            | САД                  |                                      | Стаклена кућа (1949)                                    | Дамбртон Оукс                                         | [ 1 ]  |
| 1980   | Луис Бараган            | Мексико              |                                      | Сијудад сателит (1957)                                  | Дамбртон Оукс                                         | [ 2 ]  |
| 1981   | Сер Џејмс Стерлинг      | Уједињено Краљевство |                                      | Силеј историјска библиотека (1968)                      | Зграда Народног музеја                                | [ 3 ]  |
| 1982   | Кевин Роуч              | САД                  |                                      | Зграда Витезови Колумбије (1969)                        | Уметнички институт у Чикагу                           | [A]    |
| 1983   | Јо Минг Пеј             | САД                  |                                      | Народна Галерија уметности, Источна зграда (1978)       | Музеј уметности Метрополиттен                         | [B]    |
| 1984   | Ричард Мајер            | САД                  |                                      | Високи музеј уметности (1983)                           | Народна галерија уметности                            | [ 4 ]  |
| 1985   | Ханс Холајн             | Аустрија             |                                      | Музеј Абтајберг (1982)                                  | Библиотека Хантигтон                                  | [ 4 ]  |
| 1986   | Готфрид Бем             | Западна Немачка      |                                      | Библиотека омладински центар Иглесија (1968)            | Компанија Голдсмитових                                | [ 4 ]  |
| 1987   | Кензо Танге             | Јапан                |                                      | седиште Америчке медицинске асоцијације (1987)          | Музеј уметности Кимбел                                | [ 6 ]  |
| 1988   | Гордон Баншафт          | САД                  |                                      | Библиотека ретких књига Бајнеке-Јејл универзитет (1963) | Уметнички институт у Чикагу                           | [ 4 ]  |
| 1988   | Оскар Нимајер           | Бразил               |                                      | Катедрала Бразилија (1958)                              | Уметнички институт у Чикагу                           | [ 4 ]  |
| 1989   | Франк Гери              | САД                  |                                      | Робна кућа у Санта Моники (1980)                        | Tōdai-ji                                              | [C]    |
| 1990   | Алдо Роси               | Италија              |                                      | Музеј Бонефантен (1990)                                 | Палат Граси                                           | [ 7 ]  |
| 1991   | Роберт Вентури          | САД                  |                                      | Национална галерија Лондон, Крило Сејнсбери (1991)      | Палата Итурбајд                                       | [ 8 ]  |
| 1992   | Алваро Сиза             | Португалија          |                                      | Португалски павиљон на изложби '98 (1998)               | Библиотека Харолд Вашингтон                           | [ 9 ]  |
| 1993   | Фумихико Маки           | Japan                |                                      | Токијска Метрополитен гимназија (1991)                  | Прашки дворац                                         | [ 6 ]  |
| 1994   | Кристијан де Порцампарк | Француска            |                                      | Француска амбасада у Берлину (2003)                     | Комонс, Колумбус, Индијана                            | [ 10 ] |
| 1995   | Тадао Андо              | Јапан                |                                      | Конвенциони центар Нагарагва (1995)                     | Версајски дворац                                      | [ 11 ] |
| 1996   | Рафаел Монео            | Шпанија              |                                      | Курсал палата (1999)                                    | Гети центар                                           | [ 5 ]  |
| 1997   | Свере Фен               | Норвешка             |                                      | Норвешки музеј глечера (1991)                           | Музеј Гугенхајм у Билбау                              | [ 12 ] |
| 1998   | Ренцо Пјано             | Италија              |                                      | Међународни аеродром Канзај (1994)                      | Бела кућа                                             | [ 13 ] |
| 1999   | Норман Фостер           | Уједињено Краљевство |                                      | Мост Миленијум (Лондон) (2000)                          | Стари Музеј                                           | [ 5 ]  |
| 2000   | Рем Колхас              | Холандија            |                                      | Другосценско позориште (1999)                           | Археолошки парк у Јерусалиму                          | [ 14 ] |
| 2001   | Херцог и де Мерон       | Швајцарска           |                                      | Модерни Тате (2000)                                     | Монтичело                                             | [ 15 ] |
| 2002   | Глен Маркат             | Аустралија           |                                      | Воденица Беровра (1983)                                 | Микеланђелов Капитолине хил                           | [ 16 ] |
| 2003   | Јерн Уцон               | Данска               |                                      | Сиднејска опера (1973)                                  | Краљевска академија примењених уметности Сан Фернандо | [ 17 ] |
| 2004   | Заха Хадид              | Уједињено Краљевство |                                      | Павиљон Мост (2008)                                     | Музеј Ермитаж                                         | [D]    |
| 2005   | Том Мејн                | САД                  |                                      | Савезна зграда у Сан Франциску (2007)                   | Прицкеров павиљон, Миленијум парк                     | [ 18 ] |
| 2006   | Пауло Мендеш де Роха    | Бразил               |                                      | Стадион Сера Дурада (1975)                              | Палата Долмабаче                                      | [ 19 ] |
| 2007   | Лорд Ричард Роџерс      | Уједињено Краљевство |                                      | Лојдова зграда (1986)                                   | Кућа за прославе, Бело предворје                      | [ 20 ] |
| 2008   | Жан Новел               | Француска            |                                      | Торањ Агбар (2005)                                      | Конгрсна библиотека                                   | [ 5 ]  |
| 2009   | Петер Цумтор            | Швајцарска           |                                      | Терм волс (1996)                                        | Законодавна палата градског савета, Буенос Ајрес      | [ 5 ]  |